# Volos, Grčija
Volos (grško Βόλος [ˈvolos]) je obalno pristaniško mesto v Tesaliji, ki leži na sredini grške celine, približno 330 kilometrov severno od Aten in 220 kilometrov  južno od Soluna. Je glavno mesto regionalne enote Magnezije v regiji Tesalija. Volos je tudi edini izhod na morje iz Tesalije, največje kmetijske regije v državi. Z 85.803 prebivalci (2021) je mesto pomembno industrijsko središče, njegovo pristanišče pa predstavlja most med Evropo in Azijo.
Volos je najnovejše grško pristaniško mesto z velikim deležem sodobnih stavb, zgrajenih po katastrofalnih potresih leta 1955. Vključuje občinske enote Volos, Nea Ionia in Iolkos ter manjše primestne skupnosti. Gospodarstvo mesta temelji na proizvodnji, trgovini, storitvah in turizmu. Mesto, kjer je Univerza v Tesaliji, ponuja tudi prostore za konference, razstave in velike športne, kulturne in znanstvene dogodke. Volos je sodeloval na olimpijskih igrah leta 2004, mesto pa je od takrat gostilo druge atletske dogodke, kot je evropsko prvenstvo v atletiki. Volos je od 27. julija do 5. avgusta 2013 gostil 7. mednarodno olimpijado iz astronomije in astrofizike.

## Lega
Zgrajen na najbolj notranji točki Pagasetskega zaliva in ob vznožju gore Pilio (Pelion, dežela Kentavrov). Mesto se razprostira v ravnini ob vznožju gore Pelion in meji na mesto Agria na vzhodu in Nea Anchialos na jugozahodu. Občina Volos vključuje obe mesti, skupaj s številnimi bližnjimi vasmi, vključno z Makrinitso in Portario.
Volos je glavno komercialno pristanišče celinske Grčije v Egejskem morju (za Pirejem in Solunom), s povezavo s trajekti in hidrogliserji do bližnjih otokov Sporadi, ki vključujejo Skiathos, Skopelos in Alonissos. Obstajajo tudi povezave do Lemnosa, Lezbosa, Hiosa in Skyrosa.

## Zgodovina

### Antika
Sodobni Volos je zgrajen na območju starodavnih mest Demetrias, Pagasae in Iolcos. Demetriaso je leta 293 pr. n. št. ustanovil Demetrij Poliorket, makedonski kralj. Iolcus ali Iolkos je bil v mitologiji znan kot domovina junaka Jazona, ki se je v spremstvu Argonavtov vkrcal na ladjo Argo in odplul v iskanju zlatega runa v Kolhido. Zahodno od Volosa ležita neolitski naselji Dimini z uničeno akropolo, obzidjem in dvema grobnicama iz let 4000–1200 pr. n. št., in Sesklo z ostanki najstarejše akropole v Grčiji (6000 pr. n. št.). Gomilo Kastro/Palaia v zahodnem Volosu je mesto bronastodobne naselbine, vključno s kompleksom mikenske palače, kjer je bilo najdenih nekaj ohranjenih tablic z linearnim B.

### Bizantinska doba
Iolk je še vedno izpričan v zgodnjem bizantinskem obdobju, vendar ga je večino srednjega veka zasenčil Demetrija. Slovansko pleme Belegezitov se je na tem območju naselilo v 7. stoletju.
Volos se prvič ponovno pojavi leta 1333, kot eno od mest, ki jih je zavzel bizantinski general Janez Monomah v Tesaliji, pod imenom Golos (Γόλος). Ime je slovanskega izvora, iz golo, golъ, 'neploden'. Druga teorija izpeljuje ime iz slovanskega golosh, 'sedež uprave'. Dve alternativni teoriji namigujeta na grški izvor z besedama βολή ('met'), saj so ribiči s tega območja metali svoje mreže v morje, in βώλος ('kos zemlje'), vendar grški učenjak G. Hatzidakis meni, da sta v najboljšem primeru paretimologije. Sodobna oblika imena je prvič potrjena leta 1540.
Obzidje srednjeveškega Golosa sledi sledem utrdb starodavnega Iolcusa, v srednjeveški citadeli pa so našli številne ostanke starodavnega mesta.
Skupaj s preostalo Tesalijo je Volos leta 1348 padel pod srbsko oblast, ki jo je vodil Gregor Preljub. Po Preljubovi smrti je Tesalija prešla pod kratko vladavino Nikeforja II. Orsinija, ki sta mu sledila srbska vladarja Simeon Uroš in Ivan Uroš. Po slednji smrti leta 1373 se je Tesalija vrnila pod bizantinsko oblast za dvajset let, dokler je ni osvojilo Osmansko cesarstvo pod sultanom Bajazidom I.

### Osmanska doba
Osmanska oblast še ni bila trdna. Prvo obdobje osmanskega nadzora je trajalo od 1393–1397, sledilo mu je še eno ok. 1403, vendar je bil Volos do leta 1423 dokončno vključen v Osmansko cesarstvo. Osmansko ime mesta je bilo osmansko turško: osmanskoturško قلز, latinizirano: Quluz. Osmani so utrdili mestne utrdbe pred morebitnim beneškim napadom in namestili ne le garnizijo, temveč tudi muslimanske naseljence iz Anatolije. Lokalno krščansko prebivalstvo se je preselilo na pobočja Peliona. Od tega časa naprej je Volos postal glavno naselje v Pagasetskem zalivu.
Mesto se je začelo širiti izven svojega obzidja v poznem 16./zgodnjem 17. stoletju, kar je sovpadalo z rastjo trgovine, k čemur sta pripomogla slavni mestni lokalni sejem, ki je potekal dvakrat tedensko, in prva dela v obalnem pristanišču. Trdnjavo so zavzeli Benečani pod Francescom Morosinijem leta 1665 med kretsko vojno, vendar so jo Osmani povrnili in utrdili.
Maja 1821, na začetku grške revolucije, so grški uporniki z gore Pelion poskušali zavzeti trdnjavo, a jim ni uspelo. 8. aprila 1827 je grška flota pod poveljstvom britanskega filhelina Franka Abneyja Hastingsa zajela pet osmanskih ladij v mestnem pristanišču in prisilila lokalno garnizijo, da je evakuirala trdnjavo. Začasna grška vlada je zahtevala Volos kot del grškega nacionalnega ozemlja, vendar je Carigrajska pogodba (1832), ki je ustanovila grško neodvisno državo, določila njeno severno mejo vzdolž črte, ki poteka južno od Arte do Volosa. Volos je bil novembra 1881 skupaj s preostalo Tesalijo vključen v Grško kraljestvo.

### Sodobni Volos
Po vključitvi v Grško kraljestvo je mesto imelo le 4900 prebivalcev, a je v naslednjih štirih desetletjih hitro raslo, saj so se vanj iz okolice priseljevali trgovci, poslovneži, obrtniki in mornarji. V 1920-ih je prišlo do velikega pritoka beguncev v naselje, predvsem iz Jonije, pa tudi iz Ponta, Kapadokije in vzhodne Trakije. Leta 1882 je Andreas Syngros ustanovil Privilegirano banko Epira in Tesalije, ki jo je Narodna banka Grčije kupila leta 1899 po smrti njenega ustanovitelja. Volos so Osmani zasedli 8. maja 1897 med grško-turško vojno.
Mesto je imelo živahno judovsko skupnost v zgodnjem 20. stoletju: od ≈500 leta 1896 se je povečalo na ≈2000 leta 1930, preden je leta 1940 drastično padla na 882 članov zaradi izseljevanja v velika mesta Solun in Atene ali v tujino. Med okupacijo Grčije s strani Osi so hitri ukrepi lokalnega glavnega rabina Mosheja Pessacha in grških oblasti rešili okoli 700 pripadnikov lokalne judovske skupnosti pred deportacijo v nacistična taborišča smrti.
Po zračnem napadu italijanskih čet novembra 1940 in drugem nemškem leta 1941 se je veliko prebivalcev mesta zateklo v vasi Peliona. Ko so Italijani po kapitulaciji Italije septembra 1943 zapustili Volos, so zapustili skladišča, polna hrane, orožja in streliva. Velike količine tega materiala so prepeljali z železnico Pelion v gorsko vas Milies in pod nadzorom ELAS-a naložili na mule in odpeljali v varna skrivališča. Ko so Nemci krenili s kolono proti Miliesu, so odporniki ubili častnika in vojaka. Iz maščevanja so nemške okupacijske čete 4. oktobra 1943 požgale skoraj vso vas. Po uradnem poročilu občine so Nemci usmrtili 25 moških, trije prebivalci pa so umrli v svojih hišah zaradi ognjenih zubljev.
- Moderna skulptura ladje Argo, mitske ladje Argonavtov, v pristanišču
- Cerkev svetega Konstantina in Helene ob obali
- Mestna hiša
- Sveti Nikolaj, zavetnik
- Panorama mesta

Volos je znan tudi po svoji ponudbi mezedes in čisti alkoholni pijači, znani kot tsipouro.
Ulica v pobratenem mestu Rostov na Donu nosi ime Ulica Grečeского Города Волос (Ulica grškega mesta Volos), ki se prepleta z mešanico stavb iz zgodnjega 20. stoletja z značilnimi notranjimi dvorišči, večstopenjskimi balkoni in odprtimi železnimi stopnicami, ki dajejo staremu Rostovu značilen sredozemski videz.
Septembra 2023 je mesto Volos poplavilo močno deževje.

## Uprava
Občina Volos je nastala ob reformi lokalne samouprave leta 2011 z združitvijo naslednjih devetih nekdanjih občin, ki so postale občinske enote:
Agria, Aisonia, Artemida, Iolcos, Makrinica, Nea Anchialos, Nea Ionia, Portaria, Volos.
Občina meri 385,614 km², občinska enota pa 108,6 km².

### Pokrajina
Provinca Volos (grško Επαρχία Βόλου) je bila ena od provinc prefekture Magnezija. Njeno ozemlje je ustrezalo ozemlju sedanjih občin Volos, Rigas Feraios, Južni Pelion in Zagora-Mouresi. Leta 2006 je bila ukinjena.

## Geografija
Volos je upravno središče regionalne enote Magnezija. Številne mestne domene so ločene z naravnimi barikadami, kot so reke.
Vse tri glavne reke/gorski hudourniki izvirajo iz gore Pelion (z vrhom na 1610 metrih), prečkajo mesto in ustvarjajo edinstveno urbano geografijo, preden se končajo v Pagasetskem zalivu, ki se razteza proti zahodu. Reka Anavros, znana po Jazonovem prelazu, deli okrožje Nea Demetriada od preostalega mestnega območja. Krafsidonas je glavna reka, ki teče skozi mesto in predstavlja naravna pljuča urbaniziranega območja Volosa ter mejo med glavnima občinama metropolitanskega mesta, občinama Volos in Nea Ionia. Xirias (Ξηριάς) je največji hudournik v mestnem metropolitanskem območju Volosa in teče skozi občinsko območje Nea Ionia.

### Podnebje
Volos doživlja Csa vroče poletno sredozemsko podnebje, brez posebej visokih ali izjemno nizkih temperatur skozi vse leto. Njegovo podnebje je razmeroma nizko vlažno, ugodno za vse vrste dejavnosti. Merljive količine padavin se v povprečju pojavijo okoli 89 dni na leto. Nevihte so skozi vse leto redke, pogostejše v toplejših mesecih. Sneg se pojavlja bolj ali manj vsako leto ob nekaj priložnostih, čeprav običajno ne povzroča motenj v vsakdanjem življenju. Gora Pelion s svojo lastno mikroklimo vpliva na vreme v mestu, saj deluje kot padavinska senca severovzhodnim vetrovom in tako omejuje količino padavin, ki jih mesto prejme v primerjavi z vzhodno stranjo gore. Povprečne vrednosti temperature so se tako kot v večini regij v zadnjih obdobjih nekoliko zvišale.

## Arhitektura
Dve izmed najbolj znanih cerkva Volosa, sv. Nikolaja ter sv. Konstantina in Helene na promenadi, je zasnoval arhitekt Aristotelis Zachos. Za Volos so nekoč bili značilni tudi številni stari dvorci, ki so bili večinoma uničeni po potresu leta 1955. Danes so le nekateri ohranjeni, obnovljeni in imajo novo, predvsem javno uporabo.
- Železniška postaja, ki jo je zasnoval Evaristo De Chirico
- Staro skladišče tobaka Spierer
- Arheološki muzej Volos

Razvoj novega mesta je sovpadel z razcvetom neoklasicizma. Javne stavbe so bile v skladu s tem slogom, zasebne stavbe, ki so pripadale uspešnim trgovcem, pa so bile še posebej prefinjene. Tipični primeri so:
- 3-nadstropni Hotel de France s svojimi impresivnimi okrasnimi freskami (1894, Iasonos in ulica K. Kartali)
- Stara tobačna tovarna Matsaggos (1890)
- Skladišče rumenega tobaka (1926)
- Narodna banka, prej Epirotesalska banka (1895)
- Atenska banka (1903, danes knjižnica Univerze v Tesaliji)
- Bolnišnica Achillopouleion (1901)
- Arheološki muzej Volosa, Athanasakeio (1909)
- Agricultural Bank (1909, prej Kosmadopoulos Bank)
- Cine-theatre Achilleion (1925)
- Hotel Aegli, (1927), oblikovalec Kassiopoulos
- Zgradba kluba visokih uradnikov zračnih sil v bližini parka Agios Konstantinos, ki naj bi jo zasnoval Le Corbusier
- Stavba Bank of Greece (1935)
- Mestni konservatorij Volos
- Stara tovarna Tsalapatas
- Dvorec Tsikrikis
- Hiša Kitsos Makris (danes Folklorni center Kitsos Makris)
- Mestna hiša Volos
- Železniška postaja Volos, ki jo je zasnoval Evaristo De Chirico
- Averofejsko sodišče
- Družinske hiše Kartalis, Glavanis, Kastemis, Saratsis
- Dvorec Sarafopoulos (1927), danes Klub Volos
- Dobro ohranjena Regasova hiša in njene edinstvene okrasne stenske poslikave, danes Licej grških žensk

## Gospodarstvo
Volos je eno najbolj industrializiranih provincialnih mest Grčije zaradi svoje strateške lege med največjimi naseljenimi središči države (Atene – Solun) in pristaniščem. Industrija je intenzivno specializirana za proizvodnjo in predelavo jekla. Trije veliki proizvajalci jekla (METKA, SIDENOR in Hellenic Steel Industry (Ελληνική Χαλυβουργία)) imajo proizvodne obrate v industrijskih območjih Volosa in bližnjega Almyrosa. AGET Heracles, član skupine Lafarge, upravlja enega največjih obratov za proizvodnjo cementa na svetu (z zmogljivostjo, ki presega 7.000.000 ton) z lastnim zasebnim pristaniščem poleg mesta. Volos je dejaven tudi v raziskovalnem sektorju, saj gosti Inštitut za bioekonomijo in kmetijsko tehnologijo (iBO), enega od petih inštitutov Centra za raziskave in tehnologijo – Hellas (CERTH).

### Pristanišče
Pristanišče leži na starodavnem tesalijskem naselju Iolkos. Po grški mitologiji je tukaj junak Jazon zgradil svojo triremo Argo in se skupaj s svojimi veslači odpravil proti Kolhidi ter pripeljal nazaj in se poročil s svečenico Medejo.
Novo pristanišče je bilo ustanovljeno leta 1893 in je bilo najpomembnejši element v industrijskem razvoju območja. Danes ima Volos tretje največje tovorno pristanišče v Grčiji (za Pirejem in Solunom), ki prevaža kmetijske in industrijske izdelke. V preteklosti je bil dom pomorske povezave s Tartusom v Siriji.
Trajekti vozijo vsak dan in povezujejo Volos z Magnezijskimi otoki Sporadi (Skiatos, Skopelos, Alonissos). Poleg tega številne ladje za križarjenje uporabljajo pristanišče Volos kot cilj. Med poletji 2015 in 2016 je v Volos prispelo več kot 100 križark, ki so prepeljale več kot 100.000 obiskovalcev.
- Pogled na pristanišče
- Tovorna ladja v pristanišču
- Promenada

## Kultura
Širša regija Volosa je kraj z bogato zgodovino, ki najde prve znake kulture v obdobju neolitika. V vaseh Sesklo in Dimini so odkrili prve sledi neolitske kulture v Evropi.
Poleg tega je blizu Volosa starodavni Dimitrias, mesto, ki ga je leta 294-2 n. št. zgradil Dimitrios Poliorkitis. Danes je starodavno gledališče Dimitrija ohranjeno. Prisotna so tudi arheološka območja hriba Gorica, arheološke najdbe iz zgodnjega krščanskega obdobja v Nea Anchialosu in obzidje Volosovega starega gradu, ki je odprt za obiskovalce.
Volos je mesto z raznoliko grško trgovino, saj je njegov industrijski razvoj spodbudil veliko ljudi, da so se preselili v mesto. Industrijski in finančni razvoj mesta je postopoma povzročil tudi kulturni in družbeni razvoj; leta 1894 je Volos pridobil Mestno gledališče in kasneje Gimnastični klub. Leta 1908 je Volos postal dom prve delavske zveze v Grčiji.
Po letu 1922, po maloazijski katastrofi, je Volos sprejel veliko število ljudi iz uničenih regij. To sobivanje z domačini je globoko vplivalo na kulturo mesta in pustilo pečat v hrani, glasbi, športu, zabavi in družabnem življenju mesta še danes.
V sodobnem času je po mestu, pa tudi v širši regiji, veliko muzejev in galerij, ki se jih lahko obišče. Predvsem pa je Volos eno najbolj privlačnih in turistom prijaznejših mest v Grčiji zaradi svoje fizične lege, ki združuje Pagasetski zaliv z goro Pelion.
Volos je bil kandidat za Evropsko prestolnico kulture 2021.

### Muzeji in galerije
- Arheološki muzej Volos[27]
- Naravoslovni muzej Volos
- Muzej sodobne zgodovine mesta Volos[28][29]
- Umetniški center Giorgio de Chirico
- Tesalski železniški muzej, železniška postaja Volos
- Muzej strešnikov in opekarstva N. & S. Tsalapatas, Narodni muzej industrijske zgodovine[30]
- Entomološki muzej Volosa[31]
- Theofilov muzej, Anakasia (dela umetnika Theofilosa Hatzimikhaila)[32]